# NGC 328
NGC 328 is een balkspiraalstelsel in het sterrenbeeld Phoenix. Het hemelobject ligt ongeveer 312 miljoen lichtjaar van de Aarde verwijderd en werd op 5 september 1836 ontdekt door de Britse astronoom John Herschel.

## Synoniemen
- PGC 3399
- ESO 151-13
- AM 0054-531